# Зайцево (Алтайский край)
За́йцево — село в Тальменском районе Алтайского края. Административный центр и единственный населённый пункт Зайцевского сельсовета.

## История
Основано в 1726 году. 
До упразднения уездно-губернского деления входило в состав Тальменской волости Барнаульского уезда Алтайской губернии.
В 1928 году село Зайцевское  являлось центром Зайцевского сельсовета Тальменского района Барнаульского округа Сибирского края.
Не позже 1980 года в состав села включена деревня Дружная

## Население
| 1926 | 1997 | 1998 | 1999 | 2000 | 2001 |
| ---- | ---- | ---- | ---- | ---- | ---- |
| 1362 | ↘855 | ↘834 | ↗843 | ↗849 | ↗864 |
| 2002 | 2003 | 2004 | 2005 | 2006 | 2007 |
| ↘845 | ↗846 | ↘837 | ↘814 | ↘786 | ↘772 |
| 2008 | 2009 | 2010 | 2011 | 2012 | 2013 |
| ↘763 | ↘754 | ↘725 | ↘721 | ↘703 | ↘700 |
| 2014 | 2015 | 2016 | 2017 | 2018 | 2019 |
| ↘698 | ↗706 | ↗732 | ↗746 | ↘733 | ↗734 |
| 2020 | 2021 |      |      |      |      |
| ↘719 | ↘712 |      |      |      |      |

### Национальный состав
В 1928 году основное население — русские. 
Согласно результатам переписи 2002 года, в национальной структуре населения русские составляли 78 %.

## Инфраструктура
Личное подсобное хозяйство с зоной сельскохозяйственного использования, индивидуальная застройка усадебного типа. В 1928 году село Зайцевское состояло из 290 хозяйств.
Основа экономики — сельское хозяйство.
Зайцевская средняя общеобразовательная школа. Зайцевский фельдшерско-акушерский пункт

## Транспорт
Автобусное сообщение с райцентром.  Остановка общественного транспорта «Зайцево». 